# Adenozin-difoszfát
Az adenozin-difoszfát, röviden ADP egy nukleotid. A pirofoszforsav és az adenozin nukleotid észtere. Egy pirofoszfát, egy ribóz (pentóz cukor) és egy adenin bázisrészből épül fel.

## Biokémiai funkciók

### Citromsavciklus
A citromsavciklus 6. lépése során az ADP-képző szukcinil-koenzim A-szintetáz esetén az adenozin-difoszfátot adenozin-trifoszfáttá alakítja, szemben a GDP-képzőkkel, melyek a guanozin-difoszfátot alakítják guanozin-trifoszfáttá. Az állatokban az ATP- és GTP-képző szukcinil-koenzim A-szintetáz is jelen van, míg növényekben csak az ADP-képző van.
A GTP és az ADP a nukleozid-difoszfát-kináz szubsztrátjai, mely a {\displaystyle {\ce {GTP +ADP ->GDP +ATP}}} reakciót katalizálja.